# Korhynie
Korhynie – kolonia w Polsce położona w województwie lubelskim, w powiecie tomaszowskim, w gminie Jarczów.
W latach 1975–1998 miejscowość administracyjnie należała do województwa zamojskiego.
Kolonia jest sołectwem w gminie Jarczów. Według Narodowego Spisu Powszechnego z roku 2011 kolonia liczyła 147 mieszkańców.
Wierni Kościoła rzymskokatolickiego należą do parafii św. Stanisława w Jarczowie.

## Części kolonii
| SIMC    | Nazwa | Rodzaj        |
| ------- | ----- | ------------- |
| 0890130 | Wola  | część kolonii |

## Historia
Niegdyś wieś, a obecnie kolonia położona historycznie w powiecie tomaszowskim, w wieku dziewiętnastym graniczyła z Galicją. Według spisu miast, wsi oraz osad Królestwa Polskiego z roku 1827 w Korhyniach było 41 domów, 322 mieszkańców oraz 454 mórg gruntu ornego. We wsi był folwark, oprócz włościan byli również rzemieślnicy: 5 tkaczy i 1 kowal.
Początków wsi należy upatrywać w wieku XIV w kontekście nadań jakie otrzymał Paweł z Radzanowa (Radzanowski) herbu Prawda –
szlachcic z ziemi płockiej, chorąży warszawski w latach 1376–1388, starosta bełski w roku 1388, chorąży płocki do 1408 r. W roku 1388 tenże Paweł otrzymał od Ziemowita między innymi: Machnów, Ulhów, Zimno, Żużel, Uhnów, Podubce, Wierzbicę (Tarnoszyn, Kornie, Korhynie).
W wieku XVI wieś wymieniona w składzie parafii rzymskokatolickiej w Uhnowie – rok 1531. W tym okresie istniała we wsi cerkiew prawosławna jak podają źródła „pustka stojąca”, gruntów 2½ łana. 

W roku 1571 dziedzicem Korhyń, a także Woli Korhyńskiej był Stanisław Jarczowski. Zdaniem Słownika geograficznego Królestwa Polskiego z roku 1902 (suplement) to na gruntach wsi Korhyń, powstanie później (w 1755) miasteczko Jarczów.